# Довгозвяга Галина Петрівна
Гали́на Петрі́вна Довгозвя́га  (нар. 30 червня 1947, Улянівка) — українська акторка. Член Національної спілки кінематографістів України. Нагороджена Почесною Грамотою Президії Верховної Ради Білорусі.

## Життєпис
Народилася 30 червня 1947 р. у с. Улянівка Сумської обл. в родині службовців.
Закінчила Київський державний інститут театрального мистецтва імені Івана Карпенка-Карого (1969). З 1969 р. — актриса Київської кіностудії ім. О. П. Довженка.

## Фільмографія
- «На Київському напрямку» (1967);
- «Важкий колос» (1969);
- «Та сама ніч» (1969);
- «Осяяння» (1971, Галина);
- «Пропала грамота» (1972);
- «Щовечора після роботи» (1973);
- «Коли людина посміхнулась» (1973, Ольга);
- «Стара фортеця» (1973);
- «Земні та небесні пригоди» (мати);
- «Повість про жінку» (1973, Ганя);
- «Юркові світанки» (1974, Тетяна);
- «Червоний півень плімутрок»;
- «Дивитися в очі» (1975, Ліза);
- «Серед літа» (1975);
- «Острів юності»;
- «Ати-бати, йшли солдати...» (1976);
- «Рідні»;
- «Право на любов» (1977, Оксана);
- «Під сузір'ям Близнюків» (1978),
- «Завтрашній хліб» (1980, т/ф);
- «Колесо історії» (1981);
- «Два дні у грудні» (1981);
- «Жінки жартують серйозно» (1981);
- «Така пізня, така тепла осінь» (1981);
- «Таємниця корабельного годинника» (1983);
- «Легенда про безсмертя» (1985, Марія);
- «Женихи» (1985);
- «Скарга» (1986, Ольга Трохимівна);
- «Бережи мене, мій талісмане» (1986);
- «Жменяки» (1987) — Соснячка, мати Петра;
- «Дама з папугою» (1988);
- «Дамський кравець» (1990);
- «Тримайся, козаче!» (1991);
- «Оберіг» (1991)
- «Кайдашева сім'я» (1993—1996);
- «Страчені світанки» (1995);
- «Вальдшнепи» (1996);
- «Леді Бомж» (2001);
- «Слід перевертня» (2001) тощо.